# Paddington in Perù
Paddington in Perù (Paddington in Peru) è un film del 2024 diretto da Dougal Wilson, al suo esordio alla regia.
È il terzo film incentrato sull'Orso Paddington e il sequel di Paddington 2 (2017).

## Trama
Paddington riceve una lettera dalla Casa per orsi in pensione in Perù, la quale lo informa che zia Lucy sente molto la sua mancanza e si comporta in modo strano, così l'orsetto avendo fatto il passaporto con i Brown decide di andare in Perù a farle visita. Una volta arrivati apprendono dalla direttrice della casa di riposo (una suora che si fa chiamare Reverenda Madre) che zia Lucy è scomparsa nella giungla, lasciando dietro di sé solo i suoi occhiali e il suo braccialetto, ritrovati vicino al fiume. Paddington, sapendo che la zia non può vederci senza occhiali, capisce che è in pericolo e trova una mappa nella sua cabina che indica che dovrebbero iniziare la loro ricerca in un posto chiamato Rumi Rock; la signora Bird e la Reverenda Madre rimangono alla pensione e questa dà alla signora Brown un ciondolo porta fortuna.
I Brown cercano di noleggiare una barca per viaggiare lungo il fiume ed incontrano il capitano di un battello, Hunter Cabot, con sua figlia Gina. Hunter nota il braccialetto di Paddington e informa la famiglia della città perduta di El Dorado, un luogo mitico che si dice contenga l'oro offerto dagli antichi peruviani agli spiriti della giungla; i viaggiatori alla ricerca di El Dorado di solito iniziano le loro ricerche a Rumi Rock, ma non tornano vivi. Hunter è spinto dai fantasmi dei suoi antenati a trovare l'oro a qualsiasi costo e desidera dirottare il viaggio per trovare lui stesso El Dorado; durante la notte lui e Gina discutono sul continuare il viaggio, con Gina che vorrebbe che tornasse indietro. Con un trucco l'uomo fa scendere la figlia dalla barca, per poi cadere per sbaglio fuori bordo.
La mattina dopo i Brown scoprono di essere soli e naufragano. Paddington si separa dalla famiglia e si imbatte in Rumi Rock, dove Hunter lo sta aspettando. Questi gli rivela di aver decifrato i segni sul braccialetto, che affermano che l'orso porterà a El Dorado. Paddington ricordando le raccomandazioni di zia Lucy ruggisce, sente delle risposte e crede siano da parte sua, così i due partono seguendo i suoni. Gina intanto localizza i Brown e spiega le motivazioni di suo padre e la storia della sua famiglia, rivelando che i suoi antenati sacrificarono persone, mezzi e anche se stessi alla ricerca del tesoro. Anche il padre ci provò, ma fallì tornando indietro sano e salvo e le promise di rinunciare, fino al giorno prima. Il gruppo parte per trovare Paddington e salvarlo da Hunter. La signora Bird inizia a sospettare che la Reverenda Madre nasconda qualcosa e scopre una stanza segreta dove ella le rivela che il ciondolo che ha dato alla signora Brown è in realtà un localizzatore e che ora conoscono la loro posizione. Le due partono con un aereo per salvare i Brown.
Dopo aver raggiunto la cima di un forte Inca, l'orsetto scopre che le voci che sentiva erano solo l'eco, ma trova una fessura per monete con l'emblema del braccialetto. Hunter lo attacca e insegue, ma i Brown arrivano giusto in tempo per salvarlo. La Reverenda Madre arriva e si scopre essere Clarissa Cabot, la cugina di Hunter che si pensava fosse morta, desiderosa anche lei di trovare El Dorado. Clarissa rivela di essersi finta suora avendo scoperto che gli orsi sono legati alla leggenda e inscenato la scomparsa di zia Lucy, abbandonandola su una barca dopo averle tolto occhiali e braccialetto e lasciato l'indizio nella cabina, per convincere Paddington a venire in Perù. Quindi tiene i Brown e Gina sotto tiro, ma Hunter, dopo uno sguardo da duro di Paddington, decide di fare la scelta giusta e interviene neutralizzando la cugina, rimuovendo così le visioni dei suoi antenati. I Brown usano il braccialetto di Paddington per entrare a El Dorado e trovano zia Lucy insieme ad altri orsi (gli spiriti della giungla), che spiega loro che si tratta in realtà di una grande aranciera dove l'orsetto è nato e lo cercava per questo motivo. Si scopre inoltre che tutti gli orsi di El Dorado indossano un braccialetto uguale a quello di Paddington (lo stesso che lui aveva da cucciolo quando zia Lucy e il marito l'avevano trovato), confermando così la sua origine.  Paddington lega con gli altri orsi e gli insegna a preparare la marmellata, ma sceglie di tornare a Londra con i Brown.
In seguito, Hunter si riconcilia con Gina e abbandona la sua ossessione per l'oro, Clarissa viene mandata al Polo Nord per diventare una vera suora e lavorare alla casa di riposo per orsi polari (con suo grande sgomento) e diversi orsi di El Dorado visitano Paddington a Londra e prendono il nome da altre stazioni ferroviarie di Londra. Paddington e gli orsi visitano Phoenix Buchanan, che crede che presto verrà rilasciato dalla prigione e progetta una produzione di " Riccioli d'oro e i tre orsi " con protagonisti gli orsi di El Dorado.

## Produzione
Il film è entrato in produzione nel febbraio 2021 e nel giugno 2022 è stato annunciato ufficialmente sia il titolo che la presenza di Dougal Wilson alla regia. Nel giugno 2023 è stato confermato che Ben Whishaw, Hugh Bonneville, Julie Walters, Jim Broadbent, Madeleine Harris, Samuel Joslin e Imelda Staunton sarebbero tornati ad interpretare i rispettivi ruoli, mentre Emily Mortimer avrebbe sostituito Sally Hawkins nel ruolo della signora Brown; nuovi membri del cast includono Olivia Colman, Antonio Banderas e Carla Tous. 
Le riprese sono iniziate nel Regno Unito il 24 luglio 2023 e sono proseguite in Colombia e Perù prima di terminare in ottobre.

## Promozione
Il primo trailer è stato diffuso il 12 giugno 2024.

## Distribuzione
Il film è stato distribuito nelle sale britanniche l'8 novembre 2024, in quelle nord americane il 14 febbraio 2025 ed in quelle italiane il 20 febbraio 2025.

## Accoglienza

### Incassi
Il film ha incassato globalmente 170809185 $. In Italia ha incassato 2793780 €.

### Critica
Sull'aggregatore di recensioni Rotten Tomatoes il 93% di 194 critici esprime gradimento per il film, Su Metacritic il voto medio di 46 critici è di 65 su 100.

## Sequel
La produzione del quarto film della serie è stata confermata, in uscita tra il 2027 e il 2028.